# Chlum (Hluboká)

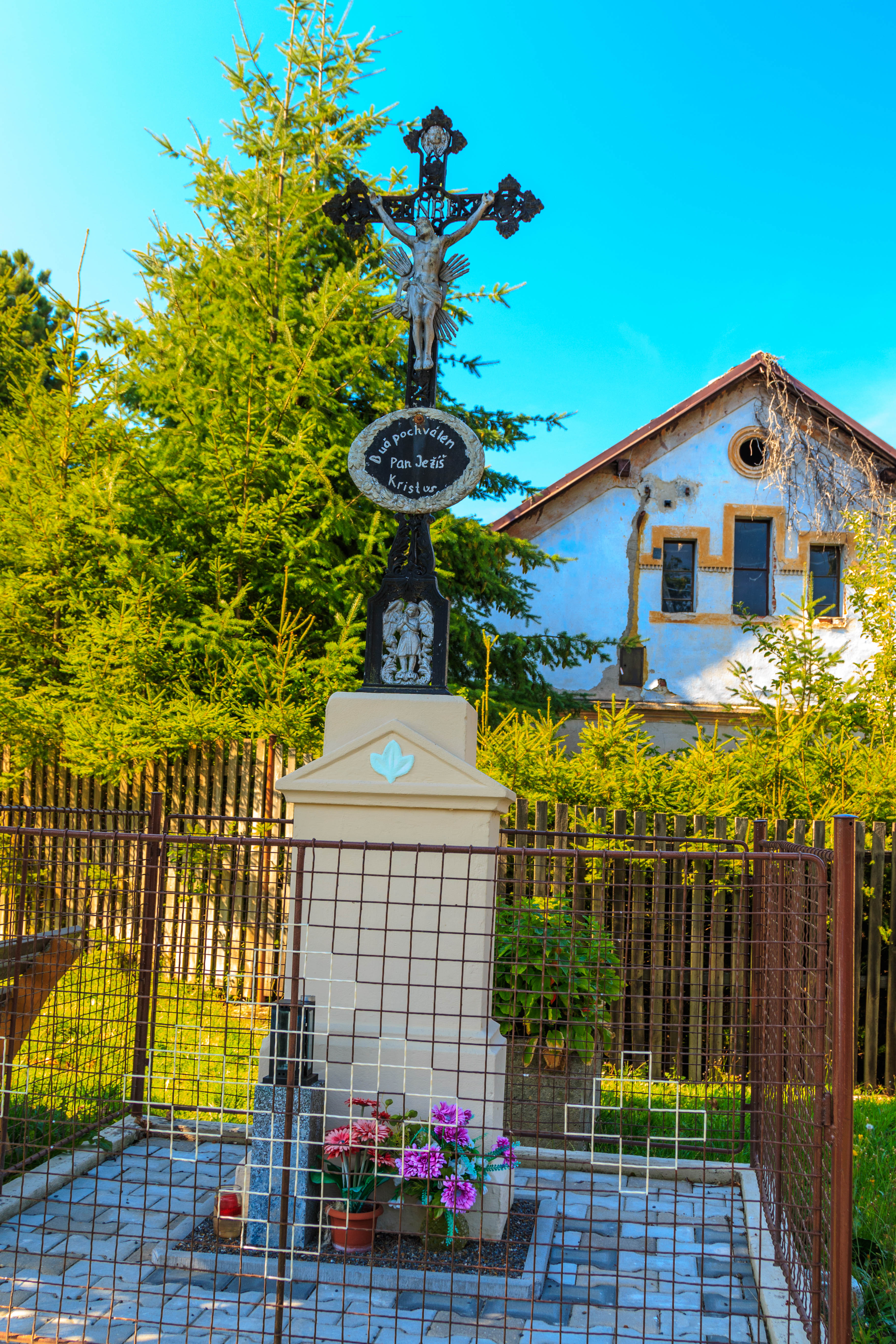
Kreuz

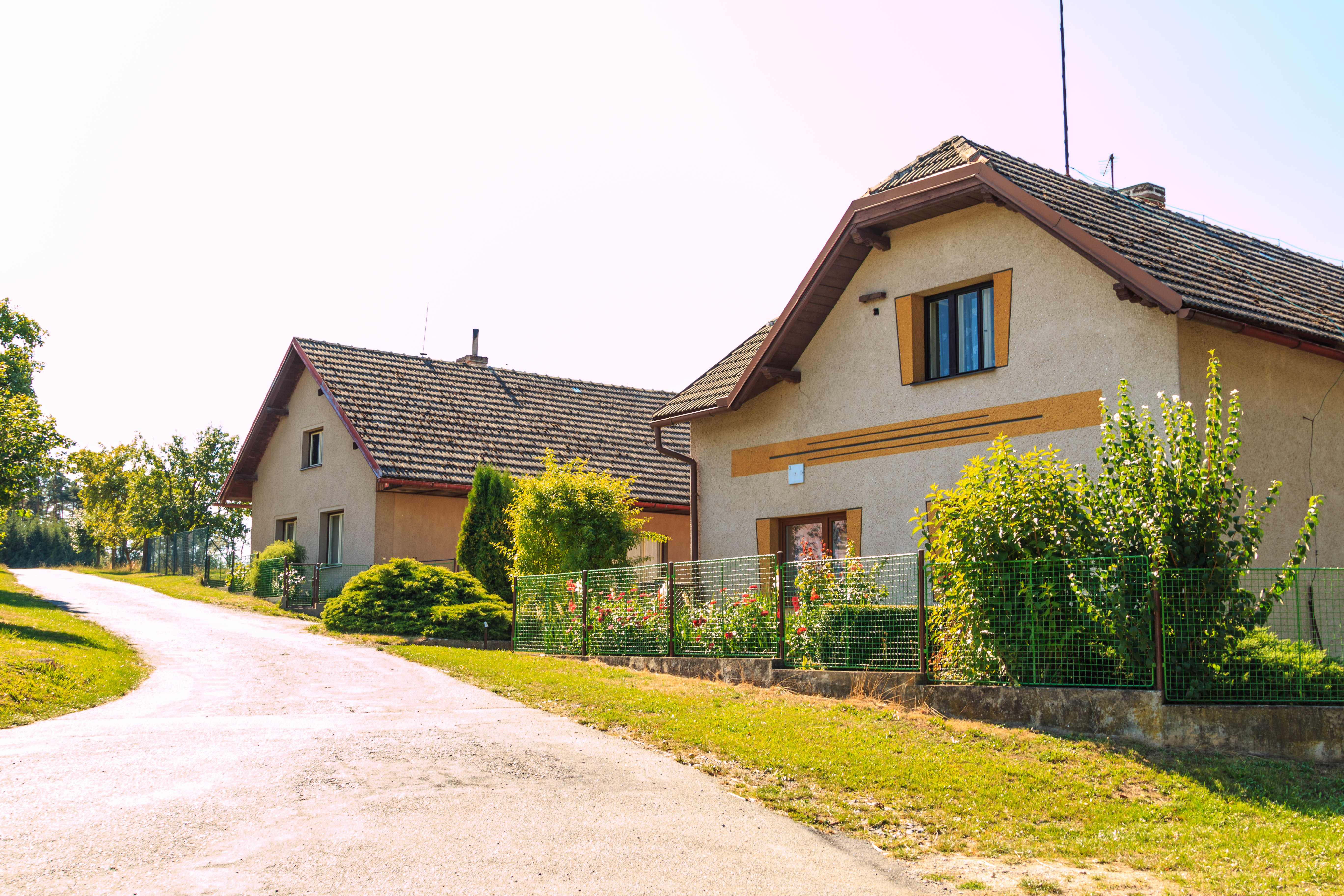
Teil des Dorfes

Chlum ist ein Ortsteil der Gemeinde Hluboká in Tschechien. Er liegt sechs Kilometer südöstlich von Luže und gehört zum Okres Chrudim.

## Geographie
Chlum befindet sich in der Novohradská stupňovina (Neuschlosser Stufenland) am Rande des Naturparks Údolí Krounky a Novohradky auf einem Sporn zwischen den Tälern der Novohradka und ihres Zuflusses Hlubočický potok. Südöstlich erhebt sich der Kozinec (419 m n.m.).
Nachbarorte sind Střemošice und Doubravice im Norden, Podchlum und Dvořiště im Nordosten, Sobotka, Leština, Podhořany u Nových Hradů und Mokrá Lhota im Osten, Nové Hrady und Dolany im Südosten, Střítež im Süden, Hluboká, Zhoř und Zadní Borek im Südwesten, Lhota u Skutče und Brdo im Westen sowie Hlubočice, Doly, Rabouň, Rvasice und Bílý Kůň im Nordwesten.

## Geschichte
Die erste schriftliche Erwähnung von Chlum erfolgte im Jahre 1392.
Im Jahre 1835 bestand das im Chrudimer Kreis gelegene zerstreute Rustikaldorf Chlum aus 19 Häusern, in denen 96 Personen lebten. Im Ort gab es eine Mühle. Chlum war dem Gericht Brdo zugeteilt. Pfarrort war Richenburg. Bis zur Mitte des 19. Jahrhunderts blieb Chlum der Allodialherrschaft Richenburg untertänig.
Nach der Aufhebung der Patrimonialherrschaften bildete Chlum einen Ortsteil der Gemeinde Doly im Gerichtsbezirk Skutsch. Ab 1868 gehörte das Dorf zum politischen Bezirk Hohenmauth. 1869 hatte Chlum 73 Einwohner, 1890 waren es 105. Im Jahre 1949 wurde das Dorf nach Střítež umgemeindet. Seit 1961 gehört das Dorf zum Okres Chrudim. 1964 erfolgte die Eingemeindung nach Hluboká. 1970 lebten in dem Dorf 31 Menschen. Am 1. Januar 1989 wurde Chlum nach Skuteč eingemeindet; seit dem 31. August 1990 gehört das Dorf wieder zur Gemeinde Hluboká. Beim Zensus von 2001 bestand Chlum aus 15 Häusern, in denen 22 Personen lebten.

## Gemeindegliederung
Der Ortsteil Chlum gehört zum Katastralbezirk Střítež u Skutče.

## Sehenswürdigkeiten
- Gusseisernes Kreuz